# فرودگاه کایکوهه
فرودگاه کایکوهه (به انگلیسی: Kaikohe Aerodrome) یک فرودگاه با کد یاتا KKO است که یک باند فرود چمن دارد و طول باند آن ۹۲۵ متر است. این فرودگاه در کشور نیوزلند قرار دارد .